# ريمون جونز (روائي)
ريمون جونز (بالإنجليزية: Raymond F. Jones)‏ (و. 1915 – 1994 م) هو روائي، وكاتب سيناريو، وكاتب خيال علمي أمريكي، ولد في سولت ليك سيتي، بدأ مشواره المهني سنة 1941، توفي في ساندي، عن عمر يناهز 79 عاماً.

## وصلات خارجية
- ريمون جونز على موقع IMDb (الإنجليزية)

- ريمون جونز في قاعدة بيانات الأفلام على الإنترنت